# York (circonscription du Parlement européen)
Pour les articles homonymes, voir York (homonymie).
York était une circonscription du Parlement européen couvrant une grande partie du North Yorkshire en Angleterre.
Avant l’adoption uniforme de la représentation proportionnelle en 1999, le Royaume-Uni utilisait le système uninominal à un tour pour les élections européennes en Angleterre, en Écosse et au pays de Galles. Les conscriptions du Parlement européen utilisées dans ce système étaient plus petites que les circonscriptions régionales les plus récentes et ne comptaient chacune qu'un seul membre au Parlement européen.
La circonscription a été créée en 1984, incorporant la majeure partie de l'ancienne circonscription de Yorkshire North et une partie de Cleveland. Il se composait des circonscriptions du Parlement de Westminster de Boothferry, Glanford and Scunthorpe, Harrogate, Ryedale, Scarborough, Selby et York.
Une grande partie du siège est devenue une partie de la circonscription de North Yorkshire en 1994, le reste allant à Humberside. Ces circonscriptions sont devenus une partie de la circonscription beaucoup plus grande du Yorkshire et de Humber en 1999.

## Membre du Parlement européen
| Élection                    | Élection | Portrait | Membre                | Parti        |
| --------------------------- | -------- | -------- | --------------------- | ------------ |
|                             | 1984     |          | Edward McMillan-Scott | Conservateur |
| 1994 circonscription abolie |          |          |                       |              |

## Résultats des élections
Les candidats élus sont indiqués en gras.
| Parti         | Parti                                  | Candidat                               | Voix    | %    | ± |
| ------------- | -------------------------------------- | -------------------------------------- | ------- | ---- | - |
|               | Conservateur                           | Edward McMillan-Scott                  | 80,636  | 51,0 | ' |
|               | Travailliste                           | S. Haines                              | 44,234  | 27,9 |   |
|               | Social Démocratique                    | M. G. Howard                           | 33,356  | 21,1 |   |
| Majorité      | Majorité                               | Majorité                               | 36,402  | 23,1 |   |
| Participation | Participation                          | Participation                          | 158,226 | 30,6 |   |
|               | Nouveau siège: Conservateur vainqueur. | Nouveau siège: Conservateur vainqueur. | Swing   | N/A  |   |

| Parti         | Parti                | Candidat              | Voix    | %    | ±     |
| ------------- | -------------------- | --------------------- | ------- | ---- | ----- |
|               | Conservateur         | Edward McMillan-Scott | 81,453  | 43,4 | -7.6  |
|               | Travailliste         | John Grogan           | 66,531  | 35,3 | +7.4  |
|               | Green                | R. J. Bell            | 27,525  | 14,6 | New   |
|               | SLD                  | A. Collinge           | 12,542  | 6,7  | -14.4 |
| Majorité      | Majorité             | Majorité              | 15,102  | 8,1  | -15.0 |
| Participation | Participation        | Participation         | 188,051 | 34,6 | +4.0  |
|               | Conservateur retenir | Conservateur retenir  | Swing   |      |       |